# Seseli reichenbachii
Seseli reichenbachii är en flockblommig växtart som beskrevs av Vincenzo de Cesati. Seseli reichenbachii ingår i släktet säfferötter, och familjen flockblommiga växter. Inga underarter finns listade i Catalogue of Life.